# Zaćmienie Księżyca z 27 lipca 2018

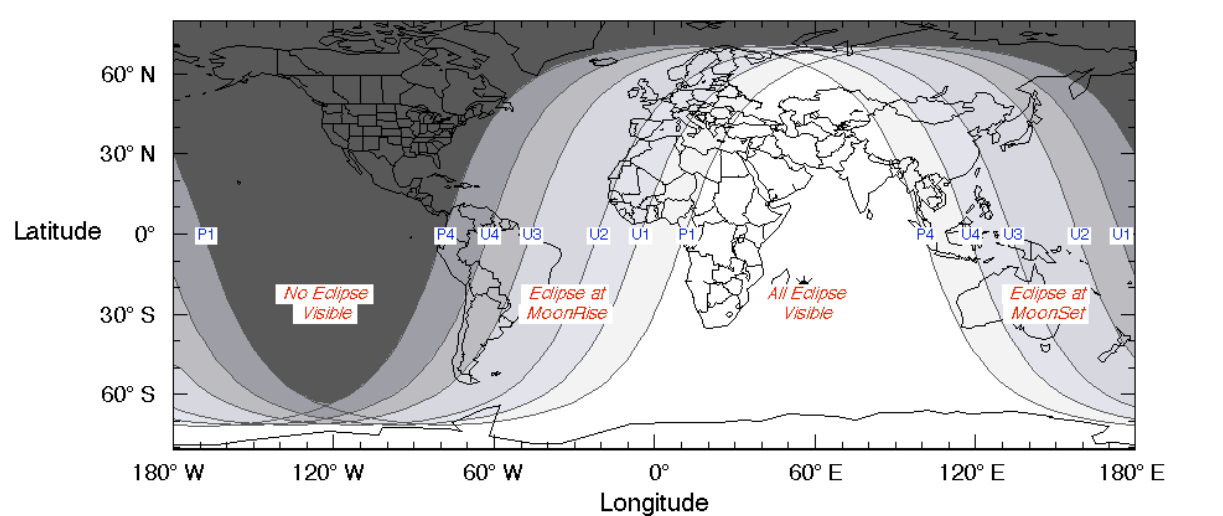
Mapa widoczności. Obszar biały: Zaćmienie jest widoczne przez cały okres; Obszar czarny: Zaćmienie nie jest widoczne

| Całkowite zaćmienie Księżyca 27 lipca 2018                     | Całkowite zaćmienie Księżyca 27 lipca 2018 | Całkowite zaćmienie Księżyca 27 lipca 2018 |
| -------------------------------------------------------------- | ------------------------------------------ | ------------------------------------------ |
| Księżyc w trakcie zaćmienia widziany przez teleskop z Brisbane |                                            |                                            |
| Cykl Saros                                                     | 129                                        | 129                                        |
| Gamma                                                          | +0.1168                                    | +0.1168                                    |
| Długość (godz:min:sek)                                         |                                            |                                            |
| Całkowite                                                      | 1:42:57                                    | 1:42:57                                    |
| Częściowe                                                      | 3:54:32                                    | 3:54:32                                    |
| Półcieniowe                                                    | 6:13:48                                    | 6:13:48                                    |
| Fazy księżyca (UTC oraz CEST)                                  |                                            |                                            |
| P1                                                             | 17:14:49                                   | 19:14:49                                   |
| U1                                                             | 18:24:27                                   | 20:24:27                                   |
| U2                                                             | 19:30:15                                   | 21:30:15                                   |
| Całkowite                                                      | 20:21:44                                   | 22:21:44                                   |
| U3                                                             | 21:13:12                                   | 23:13:12                                   |
| U4                                                             | 22:19:00                                   | 0:19:00                                    |
| P4                                                             | 23:28:37                                   | 1:28:37                                    |

Zaćmienie Księżyca z 27 lipca 2018 – całkowite zaćmienie Księżyca, które nastąpiło 27 lipca 2018 roku.
Było to pierwsze centralne zaćmienie Księżyca od 15 czerwca 2011 roku. Ponieważ nastąpiło ono w pobliżu apogeum, zaćmienie to było wyjątkowo długie; było najdłuższym całkowitym zaćmieniem Księżyca w XXI wieku. Zaćmienie całkowite trwało około 103 minut. Zaćmienie półcieniowe trwało w godzinach od 17:14:49 UTC (19:14:49 CEST) do 23:28:37 UTC (1:28:37 CEST, dnia następnego), częściowe w godzinach od 18:24:27 UTC (20:24:27 CEST) do 22:19:00 UTC (0:19:00 CEST, dnia następnego), a całkowite w godzinach od 19:30:15 UTC (21:30:15 CEST) do 21:13:12 UTC (23:13:12 CEST). Swoje maksimum miało o godzinie 20:21:44 UTC (22:21:44 CEST).
Zaćmienie było drugim całkowitym zaćmieniem Księżyca w 2018 roku, po zaćmieniu w styczniu 2018. W fazie zaćmienia całkowitego było widoczne nad półkulą wschodnią: Afryką Wschodnią i Azją Środkową, nad Azją Wschodnią, Afryką Zachodnią i Europą, a także nad Australią.
Najbliższe dłuższe całkowite zaćmienie Księżyca będzie miało miejsce w 2123 roku.
W XXI wieku będzie 230 zaćmień Księżyca. Spośród nich 85 będzie całkowitymi zaćmieniami Księżyca. Zaćmienie z 27 lipca było 17. całkowitym zaćmieniem Księżyca w tym stuleciu. Kolejne miało miejsce 21 stycznia 2019 roku.
Tego samego dnia (po 15 latach) doszło do wielkiej opozycji Marsa. Obydwa takie zjawiska mają razem miejsce raz na 25 000 lat. Z powodu opozycji Mars świecił wyjątkowo jasno i zjawisko można było zaobserwować gołym okiem.